# Padilla de Abajo
Padilla de Abajo – gmina w Hiszpanii, w prowincji Burgos, w Kastylii i León, o powierzchni 27,76 km². W 2011 roku gmina liczyła 93 mieszkańców.